# Andreas Buri
Andreas Buri (* 6. April 1996 in Bern) ist ein Schweizer American-Football-Spieler auf der Position des Linebackers.

## Werdegang
Buri begann 2011 als Vierzehnjähriger in der Jugend der Bern Grizzlies mit dem American Football und wurde mit der U19-Mannschaft 2014 Sieger des Swiss Junior Bowl. Zwei Jahre später wurde er mit der Herrenmannschaft Schweizer Meister. Darüber hinaus debütierte er 2016 in der Schweizer Nationalmannschaft. Im Sommer 2017 schloss sich Buri dem Santa Barbara City College in Kalifornien an, wo er für die Vaqueros auflief. Als Sophomore verzeichnete Buri 68 Tackles, davon sechs für Raumverlust, sowie eine Interception. Daraufhin wurde er in das zweite All-Conference Team gewählt sowie teamintern als wertvollster Defensivspieler ausgezeichnet. 2019 kehrte er in die Schweiz zurück, wo er sich wieder den Bern Grizzlies anschloss und erneut in der Nationalmannschaft auflief. 2022 gewann er mit den Grizzlies zum zweiten Mal den Swiss Bowl. Anschliessend wurde er gemeinsam mit Dominik Liechti von den Schwäbisch Hall Unicorns für die restliche GFL-Saison verpflichtet. Mit 13 Tackles in sechs Spielen trug Buri zum Gewinn des deutschen Meistertitels bei.
Für die Saison 2023 unterschrieb Buri einen Vertrag bei den Helvetic Guards aus der European League of Football (ELF).